# Viento del Norte
Viento del Norte es una novela de la escritora española Elena Quiroga galardonada con el premio Nadal de 1950, publicada en 1951.

## Argumento
Viento del Norte es una historia ambientada en el Pazo de La Sagreira, cerca de la playa de Ortigueira y la isla de San Vicente. El argumento principal gira en torno al amor entre Álvaro de Castro, un viejo hidalgo y propietario del pazo, y Marcela, una joven sirvienta. Marcela es hija ilegítima de La Matuxa, otra criada del pazo, quien intentó deshacerse de la niña poco después de su nacimiento. Afortunadamente, los demás criados lograron salvarla y la niña se queda en el pazo bajo el cuidado de Ermitas, la fiel sirvienta de Álvaro. La diferencia de edad y la disparidad de clase social, así como la falta de comunicación entre Álvaro y Marcela, son los principales obstáculos que enfrenta su matrimonio.
La pareja aborda numerosas otras dificultades. Marcela es internada en un convento por consejo de doña Lucía, tía de Álvaro, al enterarse del amor entre ellos. A pesar de esto, Marcela acepta casarse con Álvaro bajo la influencia de Ermitas. Si bien tienen un hijo, Marcela no logra ver a Álvaro como su marido ni tratarlo como tal. La relación entre ellos se vuelve aún más tensa cuando Álvaro sufre un trágico accidente que lo deja paralítico después de una intensa pelea con su esposa. Marcela se siente culpable por lo sucedido.
La obra concluye de manera trágica para ambos protagonistas, con la muerte de Álvaro. En ese momento, Marcela se da cuenta de que siempre lo ha amado.

## Estilo
Su lengua se caracteriza por la mezcla del castellano con el gallego popular, ampliándolo y enriqueciéndolo. Se emplean modismos, giros y frases completas de la lengua gallega.
En la novela hay aspectos que son elementos clave de la obra de su autora: la fuerza de la tierra, el paisaje y la casa, que adquieren un papel significativo en la acción. Existe una conexión profunda entre los personajes y su entorno, y, a menudo, se utilizan como metáforas de la identidad y la historia familiar.
Álvaro de Castro es un personaje sensible, culto y complejo, que continúa, no obstante, fiel al pazo y a su sistema paternalista de relaciones humanas y sociales en pleno siglo XX.

## Filmografía
En 1954 se estrenó una película dirigida por Antonio Momplet y protagonizada en los papeles principales por Enrique Diosdado y Maria Piazzai. Basada en la novela, la adaptación corrió a cargo de José Tamayo. Por su personaje en ella, Enrique Diosdado ganó la Concha de Plata al mejor actor en el Festival Internacional de Cine de San Sebastián.